# Crepidotus subverrucisporus
Crepidotus subverrucisporus är en svampart som beskrevs av Pilát 1949. Enligt Catalogue of Life ingår Crepidotus subverrucisporus i släktet rödmusslingar,  och familjen Inocybaceae, men enligt Dyntaxa är tillhörigheten istället släktet rödmusslingar,  och familjen Crepidotaceae. Arten är reproducerande i Sverige. Inga underarter finns listade i Catalogue of Life.